# Song Jae-rim
Song Jae-rim (Koreanisch: 송재림, auch Song Jae-lim; * 18. Februar 1985; † 12. November 2024 in Seoul) war ein südkoreanischer Schauspieler und Model.

## Leben und Karriere
Song begann seine Karriere als Laufsteg-Model für einige Seouler Kollektionen. Er erschien zudem in den Zeitschriften Bazaar Korea, Vogue Girl Korea, Dazed Korea, Nylon Korea, GQ Korea, Arena Homme + Korea, Esquire Korea und Marie Claire Korea. Song begann 2009 mit dem Film Actresses mit der Schauspielerei. Zu seinen bemerkenswerten Rollen gehören ein loyaler Leibwächter in dem Historiendrama Moon Embracing the Sun und ein kaltblütiger Mörder in Two Weeks. Bekannt wurde er durch seine Rolle in der vierten Staffel von We Got Married an der Seite von Kim So-eun. Seine letzte Rolle war in dem Musical La Rose De Versailles, das auf der Manga-Serie von Riyoko Ikeda basiert.
Am 12. November 2024 wurde Song von einem Freund gegen 12:30 Uhr (UTC+9) tot in seinem Haus im Seongdong in Seoul aufgefunden. Die Polizei gab kurz darauf an, es gebe keine Hinweise auf ein Verbrechen und fand am Tatort einen Abschiedsbrief.

## Filmografie

### Filme
- 2009: Actresses
- 2010: Grand Prix
- 2012: Give Me Back My Cat
- 2013: The Suspect
- 2014: Tunnel 3D
- 2018: On Your Wedding Day
- 2019: The Snob
- 2022: Yaksha: Ruthless Operations
- 2022: Good Morning

### Fernsehserien
- 2010: Big Thing
- 2010: Secret Garden
- 2011: Cool Guys, Hot Ramen
- 2012: Moon Embracing the Sun
- 2013: Nail Shop Paris
- 2013: Fantasy Tower
- 2013: Two Weeks
- 2014: Inspiring Generation
- 2014: Big Man
- 2014: Secret Love
- 2014: The Idle Mermaid
- 2015: Unkind Ladies
- 2016: Goodbye Mr. Black
- 2016: Thumping Spike
- 2016–2017: Our Gap-soon
- 2017: Borg Mom
- 2018: Secret Mother
- 2018–2019: Clean with Passion for Now
- 2019: I Wanna Hear Your Song
- 2022: Café Minamdang
- 2024: My Military Valentine

## Auszeichnungen
- 2014: MBC Entertainment Award in den Kategorien „Best Male Newcomer“ und „Best Couple Awards“
- 2016: SBS Drama Award in der Kategorie „Special Acting Award“